# 察哈尔兴业银行旧址
察哈尔兴业银行旧址，位于北京市西城区前门西河沿街91号，是察哈尔兴业银行设在北京的分支机构的旧址。

## 简介
民国六年（1917年）8月，察哈尔兴业银行创办，在张家口设立总行，资本总额为100万元，在北京、多伦等地设分行。该行起初为官督民办，五年之后改为官办。民国九年（1920年），该行先后发行银元票、铜元票，以调剂地方金融。
2014年初至同年9月，北京市西城区进行了前门西河沿街两侧房屋修缮及配套绿化景观工程。施工过程中发现了这座察哈尔兴业银行的招牌，上面有模糊的金箔字迹“察哈尔兴业银行”。该建筑在此次施工前为民居。此次施工对该建筑进行了修复，作为文物加以保护。